# Henri Tibbe
Hendrik (Henri) Tibbe (Zutphen, 7 augustus 1863 – Amsterdam, 28 januari 1895) was een Nederlands pianist en componist.

## Levensloop
Hij was zoon van Jacob Tibbe en Neeltje Petronella Johanna Biermasz, wonende aan de Beukerstraat. Hijzelf was getrouwd met Marie Louize Johanna Lang. Hij woonde enige tijd aan de Stadhouderskade, Reguliersbreestraat en overleed in hun woning aan de  Ruysdaelkade. Beide ouders overleefden hun zoon. Hij werd begraven op De Nieuwe Ooster.
Hij kreeg zijn muziekopleiding van zijn vader, organist en muziekleraar te Voorst en Brielle (Grote Kerk). Henri Tibbe kreeg vervolgonderwijs aan het Haags Conservatorium van Carel Wirtz en Wagenaar op piano en Jan George Mulder op viool. Nadat die studie in 1880 afgerond was volgde hij enkele jaren een opleiding aan het Koninklijk Conservatorium Brussel (1881-1883), alwaar hij onder visie van Jules Zarembski een eerste prijs behaalde in pianospel. Hij werd in Belgisch Hasselt directeur van de plaatselijke muziekschool. In 1880 keerde hij terug in Amsterdam, om daar pianoleraar te worden aan de muziekschool aldaar. Hij bleef dat combineren met het geven van concerten, ook binnen de kamermuziek was hij actief.
Hij roerde zich op bescheiden schaal op compositorisch vlak met enkele werken:
- opus 5 Valse impromptu voor piano
- opus 6: Drei Lieder (Schlaflied, Du bist wie eine Blume en Wolle keiner mich fragen)
- opus 8: Drie Lieder (Das alte Wort, Ich sah die Trhäne, Wanderlied
- opus 9: Tarantelle en Deux feuilles d’album (voor piano en viool of piano en cello
- opus 10: Walzer (voor piano)

Verder publiceerde hij:
- Toonladders en tertsen
- Practische vingeroefeningen voor articulatie, dynamiek, rythmiek in aansluiting op Riemanns Vorstudien zum polyphonen Spiel.

Met een matige gezondheid overleed hij in 1895. Aan de muziekschool werd hij opgevolgd door Henriëtte Bosmans en Louis Coenen (1856-1904). Kunstenaar Johan Braakensiek maakte een tekening van hem achter de piano.

## Nakomelingen
Genoemd huwelijks bracht twee muzikale kinderen voort
- pianiste Mia Tibbe, (Marie Cornelie Tibbe geboren in 1889) en
- violist Henri Tibbe, geboren op 27 mei 1895. Hij was, als halfwees, jarenlang tot 1960 (pensioen) tweede violist van het Concertgebouworkest en overleed op 5 september 1961. Hij werd in 1942 als tweede echtgenoot van Johanna Romunde stiefvader van verzetsmannen Hans Katan en Ernst Katan, van wie de laatste cello studeerde.[5]

- Gemeinsame Normdatei: 1016530625
- International Standard Name Identifier: 0000 0001 1808 4415
- Library of Congress Control Number: no2011038203
- Nederlandse Thesaurus van Auteursnamen: 070036004
- Virtual International Authority File: 169046558
- WorldCat: E39PCjHRqK7Qtf8JBMvqFXG8RX